# Bobby Smith (Fußballspieler, 1933)
Robert Alfred „Bobby“ Smith (* 22. Februar 1933 in Lingdale, North Yorkshire; † 18. September 2010 im London Borough of Enfield) war ein englischer Fußballspieler, der im Laufe seiner Karriere vor allem für Tottenham Hotspur und den FC Chelsea spielte.

## Karriere
Bobby Smith begann im Alter von 17 Jahren seine Profikarriere beim FC Chelsea. Er war ein kräftiger und schussgewaltiger Mittelstürmer, der in der ersten englischen Liga für Chelsea (1950–1955), Tottenham Hotspur (1955–1964) und Brighton & Hove Albion (1964–1965) insgesamt 218 Tore in 376 Spielen erzielte. Beim Meisterschaftsgewinn des FC Chelsea in der Saison 1954/55 kam Smith nur zu vier Einsätzen, die Position des Mittelstürmers hatte Roy Bentley inne. Im Dezember 1955 wechselte Smith für eine Ablösesumme von 16.000 Pfund zum Ligakonkurrenten Tottenham Hotspur, den er mit seinen Toren vor dem drohenden Abstieg 1956 rettete. Nur ein Jahr später wurde Tottenham Hotspur mit ihm englischer Vizemeister und 1957/58 war Bobby Smith Gewinner des “Golden Boot”, mit 36 Treffern wurde er englischer Torschützenkönig, in der Saison darauf erzielte er 32 Ligatore. In dieser Zeit unter Trainer Bill Nicholson feierten der Stürmer und sein Verein große Erfolge. In der Saison von 1960/61 gelang Tottenham Hotspur das erste Double im 20. Jahrhundert – sie gewannen den FA Cup und die Meisterschaft, nicht zuletzt dank der 28 Ligatore von Bobby Smith. Im nächsten Jahr gewann das Team den FA Cup erneut und kam ins Halbfinale des Europapokals der Landesmeister. Smith bildete gemeinsam mit dem sechsmaligen Gewinner der Torjägerkrone, Jimmy Greaves, ein kaum zu stoppendes Angriffsduo. In der Saison 1962/63 gewann Bobby Smith mit Tottenham als erstem britischen Verein durch ein 5:1 gegen Titelverteidiger Atlético Madrid den Europapokal der Pokalsieger. Im gleichen Jahr wurde er mit den Spurs erneut englischer Vizemeister. In seinen neun Jahren bei Tottenham Hotspur gelangen dem Mittelstürmer insgesamt 208 Treffer in 317 Einsätzen, damit liegt Bobby Smith in der Hall of Fame des Vereins auf Platz zwei der Top-Torschützen aller Zeiten, hinter Jimmy Greaves.
Zum Abschluss seiner Profikarriere wurde Smith 1964/65 mit Brighton & Hove Albion Meister der Fourth Division. Anschließend spielte er noch im Amateurbereich bei Hastings United und Banbury United.
Robert A. Smith verzeichnete zwischen 1960 und 1963 insgesamt 15 Einsätze in der englischen Fußballnationalmannschaft und erzielte dabei 13 Tore, darunter auch zwei Treffer bei dem historischen 9:3-Sieg über Schottland in Wembley 1961.

## Erfolge
- Europapokalsieger der Pokalsieger: 1962/63
- Englischer Meister: 1960/61
- FA-Cup-Sieger: 1960/61, 1961/62
- Torschützenkönig der First Division: 1957/58